# Campeonato Europeu de velocidade por equipas masculinas
O Campeonato Europeu de Ciclismo em Pista – Velocidade por equipas masculino é o campeonato da Europa de Velocidade por equipas organizado anualmente pela UEC. Levam-se disputando desde o 2010 dentro dos Campeonatos da Europa de ciclismo em pista.

## Palmarés
| Evento | Ouro                                                                           | Prata                                                           | Bronze                                                                              |
| ------ | ------------------------------------------------------------------------------ | --------------------------------------------------------------- | ----------------------------------------------------------------------------------- |
| 2010   | Alemanha · Maximilian Levy · Robert Förstemann · Stefan Nimke                  | França · François Pervis · Kévin Sireau · Michaël D'Almeida     | Reino Unido · Chris Hoy · Jason Kenny · Matthew Crampton                            |
| 2011   | Alemanha · René Enders · Robert Förstemann · Stefan Nimke                      | França · François Pervis · Kévin Sireau · Mickaël Bourgain      | Polónia · Maciej Bielecki · Kamil Kuczynski · Damian Zieliński                      |
| 2012   | Alemanha · Joachim Eilers · Tobias Wächter · Max Niederlag                     | Polónia · Maciej Bielecki · Kamil Kuczynski · Damian Zieliński  | Reino Unido · Matthew Crampton · Lewis Oliva · Callum Skinner                       |
| 2013   | Alemanha · René Enders · Robert Förstemann · Maximilian Levy                   | França · François Pervis · Michaël D'Almeida · Grégory Baugé    | Rússia · Denis Dmitriev · Andrey Kubeev · Pavel Yakushevskiy                        |
| 2014   | Alemanha · Tobias Wächter · Robert Förstemann · Joachim Eilers                 | França · Kévin Sireau · Michaël D'Almeida · Grégory Baugé       | Rússia · Denis Dmitriev · Nikita Shurshin · Pavel Yakushevskiy                      |
| 2015   | Países Baixos · Nils van 't Hoenderdaal · Jeffrey Hoogland · Hugo Haak         | Polónia · Grzegorz Drejgier · Rafał Sarnecki · Krzysztof Maksel | Alemanha · Max Niederlag · Robert Förstemann · Joachim Eilers · Maximilian Levy (q) |
| 2016   | Polónia · Maciej Bielecki · Kamil Kuczynski · Mateusz Rudyk · Mateusz Lipa (q) | Reino Unido · Jack Carlin · Ryan Owens · Joseph Truman          | Alemanha · Eric Engler · Robert Forstemann · Jan May                                |